# モントリオール国際音楽コンクール
モントリオール国際音楽コンクール（仏: Concours musical international de Montréal, 英: Montreal International Musical Competition, 略称：MIMC）は、カナダのモントリオールで開催される若手声楽家、ヴァイオリニスト、ピアニストのための音楽コンクールである。

## 概要
年によって声楽、ヴァイオリン、ピアノのいずれかの対象分野が決められる。2002年に第1回が開催された。カナダ青少年音楽財団（Jeunesses Musicales Canada）が主催し、モントリオール交響楽団、カナダ放送協会などの協賛を得ている。2004年、国際音楽コンクール世界連盟に加盟した。
これ以前にも同名のコンクールがあったが、これは新規に開催されたものである。

## 開催年と受賞者
- 2002年（第1回、声楽）
  - 第1位　MEASHA BRUEGGERGOSMAN （カナダ）
  - 第2位　BURAK BILGILIi （トルコ）
  - 第3位　JOSEPH KAISER （カナダ）
  - 第4位　MÉLANIE BOISVERT （カナダ）
  - 第5位　DAESAN NO （韓国）
  - 第6位　JOHN MATZ （アメリカ）
- 2003年（第2回、ヴァイオリン）
  - 第1位　YOSSIF IVANOV （ベルギー）
  - 第2位　ALEXIS CARDENAS （ベネズエラ）
  - 第3位　MATTHIEU ARAMA （フランス）
  - 第4位　NICOLAS KOECKERT （ドイツ）
  - 第5位　OLEG KASKIV （ウクライナ）
  - 第6位　JULIA SAKHAROVA （ロシア）
- 2004年（第3回、ピアノ）
  - 第1位　SERGEI SALOV （ウクライナ）
  - 第2位　DAVID FRAY （フランス）
  - 第3位　DARIA RABOTKINA （ロシア）
  - 第4位　SPENCER MYER （アメリカ）
  - 第5位　NATALIA ZAGALSKAIA （ロシア）
  - 第6位　DARRETT ZUSKO （カナダ）
- 2005年（第4回、声楽）
  - 第1位　SIN NYUNG HWANG （ソプラノ、韓国）
  - 第2位　PETER MCGILLIVRAY （バリトン、カナダ）
  - 第3位　ELENA XANTHOUDAKIS （ソプラノ、オーストラリア）
  - 第4位　PHILLIP ADDIS （バリトン、カナダ）、ANNA KASYAN （ソプラノ、グルジア）
  - 第6位　CHANTAL DIONNE （ソプラノ、カナダ）
- 2006年（第5回、ヴァイオリン）
  - 第1位　Jinjoo Cho （韓国）
  - 第2位　Ye-Eun Choi （韓国）
  - 第3位　Marcus Tanneberger （ドイツ）
  - 第4位　Corinne Chapelle （アメリカ）
  - 第5位　神尾真由子（日本）
  - 第6位　Dan Zhu （中国）
- 2007年（第6回、声楽）
  - 第1位　Marianne Fiset （ソプラノ、カナダ）
  - 第2位　Steven Ebel （テナー、アメリカ）
  - 第3位　Evgenia Grekova （ソプラノ、ロシア）
  - 第4位　Julie Boulianne （メゾソプラノ、カナダ）
  - 第5位　Leticia Brewer （ソプラノ、カナダ）
  - 第6位　Peter Barrett （バリトン、カナダ）
- 2008年（第7回、ピアノ）
  - 第1位 Nareh Arghamanyan（アルメニア）
  - 第2位 Alexandre Moutouzkine （ロシア）
  - 第2位 高田匡隆 （日本）
- 2009年（第8回、声楽）
  - 第1位　Angela Meade （アメリカ）
  - 第2位　Andrew Garland （アメリカ）
  - 第3位　Yannick-Muriel Noah (カナダ）
- 2010年（第9回、ヴァイオリン）
  - 第1位　Benjamin Beilman （アメリカ）
  - 第2位　Korbinian Altenberger（ドイツ）
  - 第3位　Nikita Borisoglebsky（ロシア）
- 2011年（第10回、ピアノ）
  - 第1位　Beatrice Rana（イタリア）
  - 第2位　Lindsay Garritson（アメリカ）
  - 第3位　Henry Kramer（アメリカ）
- 2012年（第11回、声楽）
  - 第1位　Philippe Sly（カナダ）
  - 第2位　Olga Kindler（スイス）
  - 第3位　John Brancy（アメリカ）
- 2013年（第12回、ヴァイオリン）
  - 第1位　マルク・ブシュコフ（ベルギー）
  - 第2位　ステファン・ワーツ（アメリカ）
  - 第3位　リ・ゼユ・ヴィクター（中国）
- 2014年（第13回、ピアノ）
  - 第1位　ジェイソン・ギルハム（オーストラリア/アメリカ）
  - 第2位　シャルル・リシャール=アムラン（カナダ）
  - 第3位　アニカ・トロイトラー（ドイツ）
- 2015年（第14回、声楽）
  - 第1位　Keonwoo Kim（韓国）
  - 第2位　Hyesang Park（韓国）
  - 第3位　フランス・ベルマーレ（カナダ）
- 2016年（第15回、ヴァイオリン）
  - 第1位　辻彩奈（日本）
  - 第2位　キム・ボムソリ（韓国）
  - 第3位　吉田南（日本）
- 2017年（第16回、ピアノ）
  - 第1位　Zoltán Fejévári（ハンガリー）
  - 第2位　Giuseppe Guarrera（イタリア）
  - 第3位　Stefano Andreatta（イタリア）
- 2018年（第17回）
  - アリア
    - 第1位　Mario Bahg（韓国）
    - 第2位　エミリー・ダンジェロ（カナダ）
    - 第3位　Konstantin Lee（韓国）

  - 歌曲
    - 第1位　ジョン・ブランシー（アメリカ）
    - 第2位　ジュリアン・ファン・メラエール（ニュージーランド/イギリス）
    - 第3位　クララ・オソウスキー（アメリカ）
- 2019年（第18回、ヴァイオリン）
  - 第1位　ハオ・チョウ（アメリカ）
  - 第2位　Johanna Pichlmair（オーストリア）
  - 第3位　毛利文香（日本）